# 10139 Ronsard
10139 Ronsard è un asteroide della fascia principale. Scoperto nel 1993, presenta un'orbita caratterizzata da un semiasse maggiore pari a 2,3508106 UA e da un'eccentricità di 0,0271918, inclinata di 1,00290° rispetto all'eclittica.